# Lanfranco Grimaldi
Lanfranco Grimaldi (zm. po 1293) – francuski szlachcic, francuski namiestnik (vicar) Prowansji. Był synem Grimaldo Grimaldiego oraz Oriette z Merle de Castres. Miał braci Devota, biskupa Grasse oraz Luchetta, pana Prelà, założyciela linii wymarłej w 1698. Jego bratankiem był Franciszek Grimaldi Przebiegły, pierwszy senior Monako od 1297 do 1301. Lanfranco ożenił się w 1281 z Aurelią de Finale (późniejszą żoną Franciszka). Miał z nią trzech synów: Rainiera (współwładcą Monako z Franciszkiem przebiegłym od 1297 do 1301), Andaro, seniora Bueil, i Antoniego.